# Marian Pisarek
Marian Pisarek (ur. 3 stycznia 1912 w Łosiu, zm. 29 kwietnia 1942 we Francji) – major pilot Polskich Sił Powietrznych w Wielkiej Brytanii, as myśliwski, kawaler Orderu Virtuti Militari.

## Życiorys
Urodził się w rodzinie Stanisława i Józefy z Oleksiewiczów. W 1931 zdał maturę w Korpusie Kadetów Nr 2 w Chełmnie. 13 lipca 1932 wstąpił do Szkoły Podchorążych Piechoty w Komorowie koło Ostrowi Mazowieckiej. 4 sierpnia 1934 Prezydent RP Ignacy Mościcki mianował go podporucznikiem ze starszeństwem z 15 sierpnia 1934 i 93. lokatą w korpusie oficerów piechoty, a minister spraw wojskowych wcielił do 4 pułku strzelców podhalańskich w Cieszynie. W 1935 odbył przeszkolenie lotnicze w Centrum Wyszkolenia Oficerów Lotnictwa w Dęblinie. Następnie został przeniesiony do 6 pułku lotniczego we Lwowie i przydzielony do 61 eskadry liniowej. W 1936, po ukończeniu Lotniczej Szkoły Strzelania i Bombardowania w Grudziądzu, został przeniesiony do 4 pułku lotniczego w Toruniu i przydzielony do 141 eskadry myśliwskiej. 18 marca 1938 został mianowany zastępcą dowódcy tej eskadry. Na stopień porucznika został mianowany ze starszeństwem z 19 marca 1938 i 42. lokatą w korpusie oficerów lotnictwa, grupa liniowa. We wrześniu 1939 walczył w składzie lotnictwa Armii „Pomorze” uzyskując 1 i ½ zestrzelenia. Od 3 września, gdy poległ w locie bojowym dowódca III/4 dywizjon myśliwskiego kpt. Florian Laskowski, dowodził 141 eskadrą myśliwską.
Jak wielu innych polskich pilotów i żołnierzy poprzez Rumunię dotarł do Francji. Początkowo zgłosił się z grupą pilotów do wyjazdu na Wyspy Brytyjskie, jednak 10 maja po ataku Niemiec na Belgię i Holandię, Francuzi nie zgodzili się na wysłanie polskich pilotów i utworzyli nową grupę szkoleniową. Po przeszkoleniu w St. Etienne na samolotach „Romano” trafili na lotnisko Lyon-Mions, gdzie przeszli szkolenie na samolotach Caudron „Simoun”, Morane 406 i Caudron „Cyclone” 714. 13 czerwca grupa skierowana została do Clermont-Ferrand, po odebranie nowych Moran'ów. Stąd zespół udał się do Chatearoux, by zasilić francuski dywizjon. Nie udało im się połączyć z jednostką, dotarli na lotnisko Gaillac koło Tuluzy, a następnie do Oranu. 2 lipca zostali zaokrętowani na brytyjskie jednostki i następnego dnia popłynęli do Gibraltaru. Stąd, w konwoju, dotarli na Wyspy Brytyjskie.
2 sierpnia 1940 roku został przydzielony do 303 dywizjonu myśliwskiego, gdzie przybył w grupie 21 pilotów 21 sierpnia 1940 roku. 7 września odniósł pierwsze zwycięstwo nad Bf-109, sam zmuszony był jednak do skoku ze spadochronem. Wylądował szczęśliwie, lecz tylko w jednym bucie i dziurawej skarpetce. Jego samolot uderzył w ogródek przy Roding Road 40 w miejscowości Loughton, zabijając 3 osoby.
Do 30 marca 1941 uzyskał kolejne 3 potwierdzone zestrzelenia. W tym dniu został przeniesiony do dywizjonu 308 na stanowisko dowódcy eskadry. Od 23 czerwca do 10 grudnia 1941 roku dowodził 308 dywizjonem myśliwskim „Krakowskim”. 1 września 1941 awansowany został do stopnia majora.
W grudniu 1941 przeniesiony został do 11 Grupy Myśliwskiej jako oficer łącznikowy.
19 kwietnia 1942 roku mjr Pisarek objął dowództwo 1 Polskiego Skrzydła Myśliwskiego. 29 kwietnia 1 Polskie Skrzydło Myśliwskie wyruszyło na wymiatanie w ramach operacji „Circus 145". W trakcie walki z grupą około 15 Fw 190 jego samolot został zestrzelony, a pilot zginął w walce.

## Upamiętnienie
Marian Pisarek został patronem Szkoły Podstawowej Nr 1 w Radzyminie.
Wizerunek pilota został umieszczony na samolocie myśliwskim MiG-29 nr 56 z 23 Bazy Lotnictwa Taktycznego.
31 stycznia 1979 w Warszawie jednej z ulic na terenie obecnej dzielnicy Praga-Południe (osiedle Gocław) zostało nadanie imię Mariana Pisarka.
Jego ulica znajduje się również w Krakowie w dzielnicy Czyżyny na os. Dywizjonu 303. Wcześniej na tym terenie znajdowało się zabytkowe lotnisko Rakowice- Czyżyny.
Ulica Mariana Pisarka znajduje się na os. Lotników w Mielcu.

## Zestrzelenia
Na liście Bajana figuruje na 7. pozycji z 12 pewnymi, 1 prawdopodobnym i 2 uszkodzonymi samolotami.
Chronologiczny wykaz zwycięskich walk powietrznych:
Zestrzelenia pewne:
1. Hs 126 – 1 września 1939[5]
2. Hs 126 – 2 września 1939
3. Do 17 – 2 września 1939
4. PZL 23B Karaś – 3 września 1939 (omyłkowe zestrzelenie samolotu z 42 eskadry rozpoznawczej)[6]
5. Bf 109 – 7 września 1940 (Pisarek skacze na spadochronie)
6. Bf 109 – 15 września 1940
7. Bf 110 – 5 października[7] 1940 (pilotował Hurricane Mk I, RF-U nr V7503. Bf 110 D-O S9+EH w wersji prototypowej strącił nad Rochester)
8. Bf 109 – 7 października 1940 (nad kanałem La Manche)
9. Bf 109 – 27 czerwca 1941[8]
10. Bf 109 – 2 lipca 1941[9]
11. ½ Bf 109 – 17 lipca 1941 (wspólnie z por. Tadeuszem Schiele)
12. Bf 109 – 22 lipca 1941 (koło lotniska St.Omer)[10]
13. Bf 109 – 14 sierpnia 1941
14. Bf 109 – 20 września 1941
15. Bf 109 – 21 września 1941
16. Bf 109 – 13 października 1941

Uszkodzenia:
1. Ju 87 – 4 września 1940[11]
2. Bf 110 – 5 października 1940

## Ordery i odznaczenia
- Krzyż Złoty Orderu Wojennego Virtuti Militari – pośmiertnie 11 czerwca 1945, krzyż nr 00143 (jako pierwszy (z siedmiu) lotników polskich odznaczonych tym orderem)[12].
- Krzyż Srebrny Orderu Wojennego Virtuti Militari – 17 września 1940, krzyż nr 08830, dekoracja 23 grudnia 1940
- Krzyż Walecznych – czterokrotnie (czwarty raz 30 października 1941)
- Medal Lotniczy – dwukrotnie
- Polowy Znak Pilota
- brytyjski Distinguished Flying Cross – 30 października 1941